# جزیره تهمادون

نقشه حمل و نقل استان بوشهر

جزیره تهمادو، تهمادون یا جبرین از جزیره‌های غیر مسکونی ایرانی در خلیج فارس در مجاور خور تهمادون است که در استان بوشهر قرار دارد. این جزیره دارای ۱۲ کیلومتر طول و ۵ کیلومتر عرض در ۱۳ کیلومتری بردخون قرار دارد.
این جزیره مستطیلی شکل به موازات ساحل دریا قرار دارد. در شمال تنها ۱۵۰ متر با ساحل فاصله دارد محیط مناسبی برای تخمگذاری پرستوها و دیگر پرندگان است. منشأ آن رسوبی و گونه غالب گیاهی آن را درختچه (تهما) تشکیل می‌دهد. نوعی بوته شور پسند بنام محلی (منگک) که استفاده خوراکی دارد در آن یافت می‌شود. گونه‌های مختلف پرندگان دریایی در آن به سر می‌برند.